# しずおか びっくりTV
『しずおか びっくりTV』（しずおか びっくりテレビ）は、2022年7月2日から2023年9月16日まで静岡放送（SBSテレビ）で毎週土曜日の夕方に放送されていた静岡県内向けのローカルバラエティ番組。通称『びってれ』で、X（旧Twitter）公式ハッシュタグにも使用されている。

## 概要
2022年夏の番組改編で、長らく『SBSウィークエンドスペシャル』として単発枠として活用されていた枠を一部再編して、同年7月2日に放送開始。
「10分に1回の“びっくり”を」をコンセプトに静岡県内の「新発見」や「感動」などの話題を生放送で届ける。
司会に情報ワイド番組『IPPO』（SBSラジオ）でリスナーには耳なじみの牧野克彦と、青森放送から移籍して3か月で『Soleいいね!』のレポーターを務める堀葵衣を起用。また、静岡放送と静岡新聞社の公認VTuberである木乃華サクヤ（このはなサクヤ）が「どローカルニュースキャスター」として正式にレギュラーを担当し、話題を届ける。2023年1月14日からプチリニューアルが施され、番組開始時から司会を担当していた牧野克彦が降板して堀葵衣がメイン司会に抜擢された。
2023年1月14日から、本番に先駆けて15時55分から5分間（正確には15時56分から正味2分間）、本番開始前のスタジオの様子等を紹介する事前番組『まもなく びっくりTV』が始まるも、事前番組の編成の方法によって、番組の末期は放送されない事例がほとんどであった。
2022年の金曜深夜には『しずおかびっくりTV けっさくせん』として再放送していたが、2023年から「S.W.A.T. (テレビドラマ)」等に変更されて、この時間での放送は終了、また、民放無料見逃し配信サービス「Tver」にてVTR部分・一部の中継部分が見逃し配信されているほか、SBSテレビの公式YouTubeチャンネルやSBSが運営する独自の無料動画配信サービス『DoGAS』にて『サクヤのどローカルニュース』が配信されている。2023年3月まではYahoo!の無料動画配信サービスGYAO!（2023年3月31日をもってサービス終了）でもVTR部分が見逃し配信されていた。
2023年9月16日放送のエンディングにて、本番組の通常放送の終了が発表された。10月改編後に『デラックス版』の放送を告知するものの、時間等の詳細は未定で、12月10日に閲覧したところでは静岡新聞・SBSのオフィシャルサイト『アットエス』から番組のホームページも削除されているが2024年1月現在も番組公式Xアカウントは残されたままである。また、当番組に出演していたタレント（びっくりハンター、宮下草薙やなすなかにしなど）は『Soleいいね!』や2023年10月から不定期で放送されている単発番組『いいジャン!しずおか』に出演している。
2024年8月17日及び18日に静岡新聞社・静岡放送が主催する「駿府城夏まつり」が開催されるのに合わせて同年8月17日 14時00分〜15時00分に『しずおかびっくりTV 駿府城夏まつりにサンキュー』が放送された、中継リポーターにもう中学生やEverybody、スタジオゲストには尾形貴弘（パンサー）、EXILE TETSUYAが出演した。

## 放送時間
- 毎週土曜日 16時00分〜17時00分

本番組の開始に伴い、続いてスポーツ情報番組『みなスポ』（17時00分〜17時30分）、TBSテレビ制作の報道番組『報道特集』（17時30分〜18時50分）、スポットニュース『SBSサタデーニュース→SBSニュース』（18時50分〜18時56分）と約3時間の連続生放送ゾーンが誕生した。全国のテレビ局で見ても土曜日の夕方に生放送ゾーンが連続するのは稀である。ただし、週末のスポーツ中継や単発枠に設置された番組の放送時間の都合で、以下の通りに短縮放送もしくは放送休止となることもある。

### 放送内容及び時間の変更・番組の休止
2023年4月8日は『オールスター感謝祭23春★３年半ぶり復活！赤坂ミニマラソン＆豪華俳優参戦SP』（18:30〜）の放送のため、『みなスポ』『報道特集』『SBSニュース』『SBSお天気ガイド』を各番組繰り上げに伴い、30分短縮。
2023年5月20日は「地球を笑顔にするWEEK2023」の総決算として同日14:00 - 21:54にて『一緒にやろうSDGsの日』を放送のため、この後の『みなスポ』も含め休止。
2023年6月3日は前日2日に発生した線状降水帯による大雨被害を冒頭10分で報道（これにより『サクヤのどローカルニュース』と『みなスポ』とのクロストークは放送時間の捻出が不可能となったために休止）、一部コーナーの差替えを実施。
2023年6月17日は『バナナサンド傑作選☆中村倫也ハモリ我慢でかまいたち＆尾形（パンサー）が爆上がりSP』（バナナサンド 2時間SP 2022年7月26日放送分）の放送のため、番組休止。17時の『みなスポ』も休止。
2023年7月1日は『世界が騒然！本当にあった(秘)衝撃ファイル【裏切り愛憎劇SP】』（テレビ東京制作：テレビ東京系で2022年6月14日に放送、14:00 - 16:30）と『歩道・車道バラエティ 道との遭遇』（CBCテレビ制作）「道マニア・石井あつことタロット占い師・kate（ケイト）が埼玉の廃道に行く回」（CBCテレビで2023年4月25日深夜に放送、16:30 - 17:00）をそれぞれ放送のため、本番組のみ休止。17時開始の『みなスポ』は通常通り放送。
2023年7月15日は14:00 - 21:54にて『音楽の日2023』を放送のため、17時からの『みなスポ』も含めて休止。
2023年7月29日は『ジャパネットたかた生放送テレビショッピング』放送のため、本番組のみ休止。
2023年8月5日は『ボートレースプレミア 第37回レディースチャンピオンシップ 準優勝戦（津ボートレース場）』放送のため、二週連続で本番組のみ休止。
2023年8月19日は『世界陸上ブダペスト大会初日 男子20㎞競歩・女子1500mほか放送のため、2時間繰り上げの14:00 - 15:00に放送。『みなスポ』以降の番組は休止。
2023年8月26日は『世界陸上ブダペスト大会８日目　女子マラソン』の放送のため、13:05 - 13:30の短縮放送。『みなスポ』は通常通り放送。

## 出演者
司会
- 堀葵衣（静岡放送アナウンサー）
  - 体調不良のため、2022年12月10日は近江由佳（静岡放送アナウンサー）が代理で担当。

キャスター
- 木乃華サクヤ（静岡放送・静岡新聞社の公認VTuber）
  - 2022年12月10日は出演せず。

びっくりハンター
- 宮下草薙
- なすなかにし
- 長谷川忍（シソンヌ）
- オカリナ（おかずクラブ）
- ZAZY
- タイムマシーン3号
- おばたのお兄さん
- ジョイマン
- Everybody
- バンビーノ
- りんたろー。（EXIT）
- ニダンギア
- すゑひろがりず
- バッドボーイズ
- 功力富士彦（おはよう。）
- いぬ
- ストレッチーズ
- クロちゃん（安田大サーカス）
  - 4月8日は短縮放送のため、通常のびっくりハンターは出演無し。代わりに上矢えり奈が代打で出演して、湘南乃風メンバーのRED RICEへのインタビューの模様（4月14日に清水マリナートで開催もチケット完売御礼となってしまった湘南乃風20周年ライブ等の話）を放送した。

スペシャルゲスト
- 北斗晶（2023年5月13日）

中継
- 新城健太（静岡放送アナウンサー）
- 近江由佳（静岡放送アナウンサー）
- 影島亜美（静岡放送アナウンサー）
- 杉本真子（静岡放送アナウンサー、8月19日のみ）

## 過去の出演者
- 牧野克彦（静岡放送アナウンサー、2022年7月2日 - 2022年12月17日）
  - 2022年10月15日は牧野が遅めの夏休みだったため、滝澤悠希（静岡放送アナウンサー）が代理で担当。